# Đường phân thủy

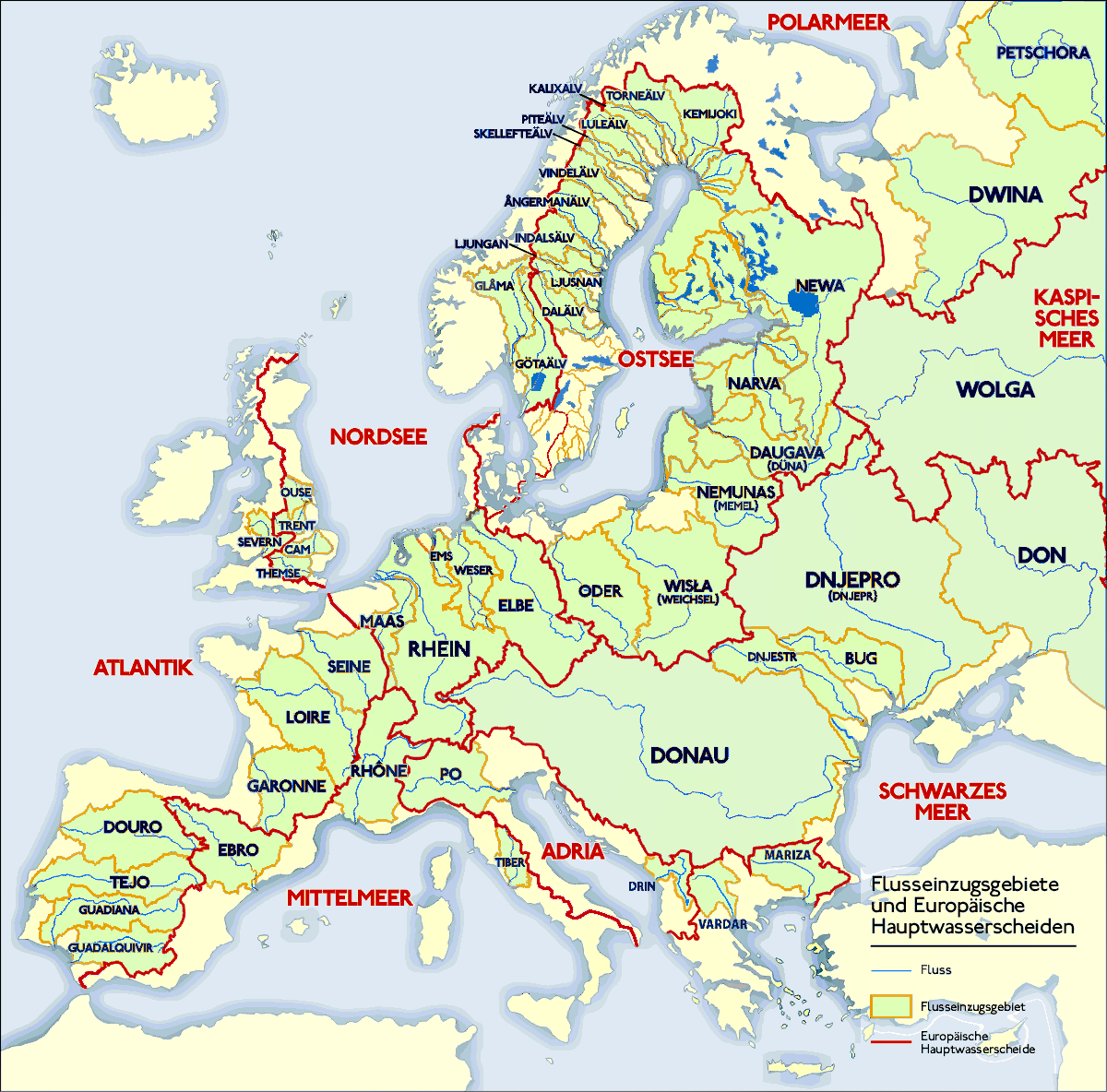
Các đường phân thủy chính tại châu Âu (lằn màu đỏ) chia cắt các lưu vực (vùng màu xám).

Đường phân thủy hay đường phân nước là đường chia nguồn nước cho hai lưu vực nằm kề nhau.
Có hai loại đường phân nước:
- Đường phân nước mặt: xác định trên mặt đất nối liền các điểm cao nhất của địa hình, chia mặt đất thành hai hướng sườn dốc, từ đó nước mưa rơi xuống sẽ chảy về hai phía đối nhau của đường phân nước tới hai lưu vực khác nhau.
- Đường phân nước ngầm: là đường giới hạn trong lòng đất mà theo đó nước ngầm chảy về hai phía đối lập nhau.

Đường phân nước mặt và đường phân nước ngầm nói chung là không trùng nhau, do đó sẽ có hiện tượng nước từ lưu vực này chuyển sang lưu vực khác => lưu vực hở. Sự khác nhau là do cấu tạo địa chất phân bố khác nhau.
Trong thực tế tính toán rất khó có thể để xác định đường phân nước ngầm nên ta thường coi là trùng với đường phân nước mặt.